# فوج فلسطين
فوج فلسطين هو فوج مشاة تابع للجيش البريطاني تم تشكيله عام 1942. خلال الحرب العالمية الثانية، تم نشر الفوج في صعيد مصر والبرقة، لكن معظم عملهم كان عبارة عن حراسة. قُتل بعض عناصر الفوج في بنغازي حيث خاضوا معارك عنيفة ضد الألمان. تألف فوج فلسطين بشكل رئيس من اليهود المهاجرين لفلسطين والقليل من السكان العرب، الذين تم تجنيدهم في فلسطين الانتدابية، حتى إعادة التشكيل في عام 1944. منذ عام 1944، أصبحت الوحدات العسكرية الفرعية اليهودية في الفوج الفلسطيني أساسًا لتشكيل اللواء اليهودي الأكبر، الذي شارك في جهود الحرب العالمية الثانية للحرب، لصالح الحلفاء في أوروبا.

## خلفية

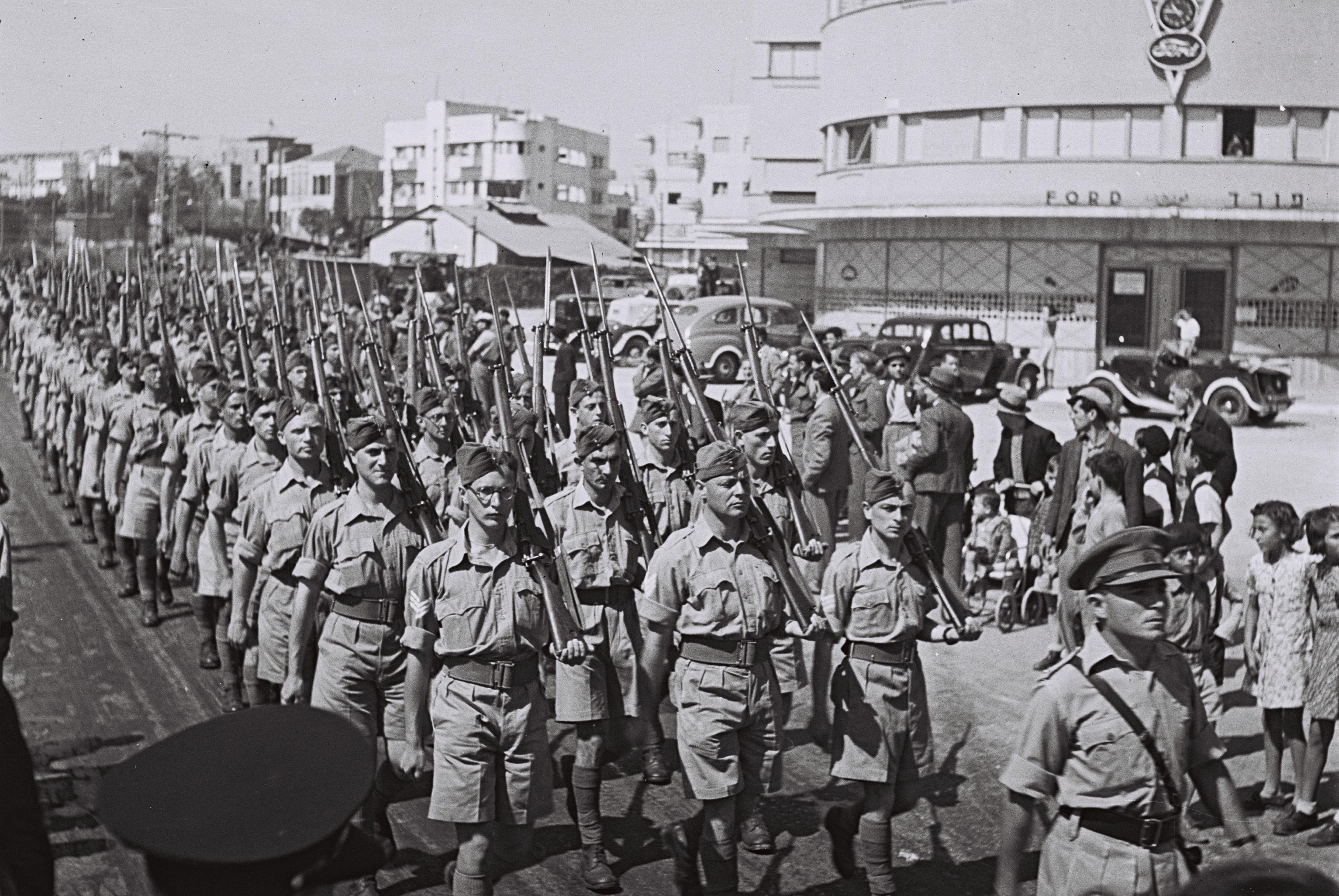
زحف القوات اليهودية في الجيش البريطاني

في عام 1940، سُمح لليهود المهاجرين لفلسطين، الذين يعيشون تحت الانتداب البريطاني على فلسطين بتشكيل قوات منفصلة، تُعرف باسم سرية مشاة فلسطين، كجزء من فوج رويال إيست كينت، المعروفة باسم باف. تم الانتهاء من إنشاء أول مشاة يهودية سرية في أيلول 1940، التي سُميَت باف، وتم إنشاء 14 قوة يهودية أخرى، شارك فيها حوالي 5300 رجل. وشملَت مهمتهم الأمن وحراسة المنشآت ومرافقة القوافل في فلسطين. كانت تدريباتهم محدودة للغاية وتم تجهيزهم بفائض من حقبة الحرب العالمية الأولى. لم تحدث النية المعلنة للبريطانيين في تجنيد عدد متساوٍ من اليهود والعرب.
في خريف عام 1939، قرر مجلس وزراء الحرب البريطاني تشكيل فوج جديد يسمى فوج فلسطين. في ذلك الوقت، كانت الحامية البريطانية في فلسطين تتألف مما لا يقل عن إحدى عشرة كتيبة مشاة، وفوجين من سلاح الفرسان. بينما في المرحلة الأولى من الحرب العالمية الثانية، كان لدى البريطانيين قوة بشرية كافية لتلبية هذا الطلب، ومع تقدم الحرب، بدؤوا يعانون من نقص في القوى العاملة، فضلًا عن نقص الأسلحة والمدفعية والإمدادات. وجَّهَت هذه الظروف الحكومة البريطانية لاستخدام الاحتياطيات الجديدة للعمليات التي تتطلب تدريبًا محدودًا أو دعمًا لوجستيًا (سوقيًّا). في ظل قيادة السير تشارلز تيجارت، بدأت مشاريع تدريب الشرطة بعد الثورة العربية عام 1936، وقد اكتملت تقريبًا بحلول عام 1939. وقد حقق المجندون البريطانيون في فلسطين نجاحًا معتدلًا، على الأقل في تشكيل وحدات فيلق الرواد العسكريين المساعدين (AMPC)، والذي كان يُراد أن يتوسع بمجرد توفر المعدات والإمدادات. ردَّا على ذلك، أمرَت وزارة الحرب بدراسة وضع القوى العاملة في فلسطين. في وقت واحد تقريبًا، عرض الدكتور حاييم وايزمان المساعدة في تجنيد فرقة يهودية كاملة للخدمات في الجيش البريطاني.

## التشكيل والخدمة
تم تشكيل فوج فلسطين عام 1942 مع سرايا المشاة الفلسطينية، والتي تم إلحاقها بالفوجيين لتشكيل الجزء الأكبر من التشكيل الجديد. تم تقسيم الفوج إلى كتائب يهودية وعربية منفصلة. وفقًا للمؤرخ أشلي جاكسون، كان الفوج يتألف من 1600 يهودي و1200 عربي، ولكن وفقًا للكاتب هوارد بلوم، فاق عدد اليهود عدد العرب بأكثر من ثلاثة إلى واحد.
ثم تشكلت السرايا اليهودية إلى ثلاث كتائب، والتي أصبحت فوج فلسطين الجديد. فيما بعد، شكَّل أفراد الفوج الفلسطيني قلب اللواء اليهودي.